# Boulevard (biograf, Göteborg)
Boulevard var en kortfilmsbiograf i Göteborg. Den hade adress Östra Hamngatan 35 och var i drift med detta namn från 1941 till 1967. Den byggdes 1916 som Maximteatern och hade åren 1936–1941 namnet Roxy. Det var en liten lokal, från början med 225 platser, efter ombyggnad 1936 reducerat 192 platser.
Boulevard hade ett program med total längd på 90 minuter med kortfilmer, som visades kontinuerligt från lunchtid till klockan 11 på kvällen. Man kunde komma och gå när man ville. Enligt reklamen omfattade programmet journalfilm, lustspel, musik- och sportfilmer. Tecknad film var länge ett fast inslag. Senare kunde nedklippta versioner av amerikanska B-filmer och episoder ur amerikanska TV-serier stå på programmet.
Boulevard hade länge en konkurrent på kortfilmsmarknaden i samma kvarter. Från 1937 visade Victoria-biografen på Kungsgatan 46 ett liknande program med namnet Dagens Bilder. Det visades dock endast på dagtid.
Televisionens genombrott gjorde att den ursprungliga marknaden för kortfilmsbio försvann. SF-biografen Victoria lade ned sitt kortfilmsprogram 1960 och gick över till att visa spelfilmsrepriser på dagtid. Den fristående Boulevard-biografen vann en ny publik  genom att visa film med sex- och porrinslag. När Boulevard stängde 1967 var det inte på grund av dålig lönsamhet utan för att huset skulle byggas om. Namnet Boulevard var då inarbetat i sin nya bransch och kunde ges en fortsättning 1973–1988 med den rena porrbiografen Nya Boulevard vid  Skanstorget, tidigare och senare känd med namnet Capitol